# Eliseo Acevedo
Eliseo Nicolás Acevedo fue un militar y legislador argentino que luchó en la Guerra de la Triple Alianza, en las guerras civiles argentinas y en la Conquista del Desierto.

## Biografía
Eliseo Acevedo nació en Monteros, provincia de Tucumán, el 21 de abril de 1846, descendiente de una antigua familia de San Nicolás de los Arroyos que durante el gobierno de Juan Manuel de Rosas se había refugiado en esa provincia.
Al estallar en 1865 la Guerra del Paraguay se sumó como subteniente abanderado al Batallón San Nicolás bajo el mando del coronel Juan Carlos Boerr, recibiendo su bautismo de fuego en la batalla de Yatay.
Finalizó la campaña con el grado de sargento mayor.
Pasó a servir en la frontera bajo el mando de Marcelino Freyre e Hilario Lagos. Hizo la campaña de la provincia de Entre Ríos contra la rebelión jordanista como secretario privado y ayudante del general Martín de Gainza.
Durante la Conquista del Desierto participó de la campaña de Río Negro de 1879. 
El 13 de febrero de 1880 el gobierno de Nicolás Avellaneda prohibió a Julio Campos, José Inocencio Arias e Hilario Lagos continuar apoyando a la organización y entrenamiento de los voluntarios del Tiro Nacional. Los tres se negaron y al requerimiento y presentaron de inmediato su renuncia a la fuerza, medida que adoptaron también Acevedo y Garmendia, siguiendo pronto otros militares de carrera. El 15 de febrero, día en que la orden de desarmar al Tiro Nacional provocó una masiva movilización que rodeo la casa de gobierno, Acevedo actuaba ya junto a Julián Martínez (hijo) como ayudante de Julio Campos. 
Al estallar finalmente la revolución de 1880 Acevedo participó de la defensa de la ciudad de Buenos Aires contra las tropas nacionales.
Ese mismo año fundó el periódico La Protesta y al poco tiempo, derrotado el movimiento porteño, fue desterrado por órdenes del presidente de la República, permaneciendo 3 años en Salto (Uruguay).
De regreso fundó El Debate, actuando como director y redactor. Sus artículos le valieron la prisión por resolución del Senado, siendo absuelto finalmente por fallo de la Corte Suprema de Justicia que negó a la Cámara facultad para castigar hechos calificados de desacato cometidos en agravio del Congreso, entendiendo que debían someterse a la jurisdicción de los tribunales ordinarios: "Siendo esto así, es evidente que una sola de las cámaras no puede reasumir por acto exclusivamente suyo, una facultad que quedó conferida al poder judicial en virtud de una sanción legislativa a que concurrieron, como a la formación de todas las leyes, las dos ramas del congreso y el poder ejecutivo."
En 1885 fue encausado por el Juez del Crimen de la ciudad de Buenos Aires, Julián L. Aguirre y el Juez en lo Federal Andrés Ugarriza y nuevamente detenido "por desacato y amenaza contra el Presidente de la Nación". Pese al fallo favorable de la Corte Suprema de la Nación del 12 de junio de 1886, su periódico había dejado definitivamente de circular el 14 de mayo de ese año.
En mayo de 1888 fue reincorporado al ejército nacional junto a Bernabé Martínez con sus antiguos empleos de teniente coronel.
Abandonó sin embargo la prensa y la política, retirándose a una propiedad rural en San Nicolás donde instaló un establecimiento agrícola.
Durante la revolución de 1890 el Batallón San Nicolás, movilizado por el gobierno nacional, se había sublevado y pasado a la revolución. Acevedo se puso al frente de la unidad y con sus tropas, casi en desarme, se dirigió en tren a Pergamino y a Arrecifes, ciudades que tomó reemplazando a sus autoridades. Se dirigió luego a Merlo (Buenos Aires) pero habiendo tomado conocimiento del fin de la revuelta y que un batallón de guardiacárceles se dirigía desde La Plata para apresarlos, intentó retirarse a San Nicolás pero la formación fue detenida el 31 de julio en la estación Capitán Sarmiento, el batallón rendido, desarmado y trasladado a La Plata.
Acevedo fue en el acto expulsado de la provincia. A pie pudo llegar a un rancho de las inmediaciones donde adquirió un caballo ensillado con que llegó hasta la estancia de Molina, de donde pasó a Baradero, trasladándose de allí a Buenos Aires.
Más tarde fue elegido diputado a la Legislatura de la Provincia de Buenos Aires, en cuyo ejercicio lo alcanzó la muerte el 3 de septiembre de 1892.
José E.de la Torre decía que "Acevedo fue un espíritu ilustrado dotado de condiciones especiales como escritor y propagandista; su existencia fue de labor y de servicios en los campamentos, en la prensa y en la tribuna legislativa. Era, cin defectos de temperamento, todo un carácter, generoso y abnegado"